# Dai (De sexton kungadömena)
Dai (代; Dài) var en stat under perioden De sexton kungadömena i norra Kina. Staten existerade från år 315 till 376. Dai styrdes av tuobafolket som var en gren av Xianbei. Dai kontrollerade området från Gula flodens norra krök och Gobiöknen och delar av dagen Shanxi, Hebei och Inre Mongoliet. Huvudstad var från år 340 Shengle, dagens Horinger i Inre Mongoliet.
Tuoba Yilu blev 310 av Jindynastin utsedd som Hertig av Dai, och från den positionen deltog han i kriget mot Tidigare Zhao. År 315 blev han befordrad till Kung av Dai. År 376 besegrades och erövrades Dai av Tidigare Qin. Dai återupprättades år 386, men då som staten Norra Wei (386–534).